# Don Donnithorne
Donald Ewart "Don" Donnithorne (31 de julho de 1926 – Christchurch, 5 de agosto de 2016) foi um arquiteto neozelandês com sede em Christchurch.